# Ligne Heihe-Tengchong

La ligne Heihe-Tengchong sur une carte de la Chine.

Carte de la densité de population chinoise : une teinte blanche indique une plus forte densité.

La ligne Heihe-Tengchong (chinois simplifié : 黑河-腾冲线 ; chinois traditionnel : 黑河-騰沖線 ; pinyin : Hēihé-Téngchōng xiàn), également appelée ligne Aihui-Tengchong, est une ligne imaginaire qui divise la Chine en deux parties à peu près égales.

## Caractéristiques
La ligne relie la ville de Heihe (ou le district d'Aihui) dans le Heilongjiang au nord-est de la Chine, près de la frontière avec la Russie, au xian de Tengchong dans le Yunnan au sud-ouest, près de la frontière avec la Birmanie. Elle partage donc le territoire du pays selon une diagonale.
Le géographe et démographe chinois Hu Huanyong (en) découvre la ligne en 1935 et la désigne comme une « ligne de démarcation géo-démographique ».
En 1935, la ligne partage le territoire chinois ainsi :
- à l'ouest : 57 % de la superficie et seulement 4 % de la population ;
- à l'est : 43 % de la superficie mais 96 % de la population.

En 2002, la répartition est la suivante :
- à l'ouest : 57 % de la superficie et 6 % de la population[1] ;
- à l'est : 43 % de la superficie et 94 % de la population[1].

Malgré les 70 ans écoulés depuis 1935, la répartition reste proche. La population s'est très légèrement déplacée de l'est vers l'ouest, un changement attribué aux migrations des Hans vers les régions autonomes du Tibet et du Xinjiang. La partie ouest de la ligne reste néanmoins relativement rurale, pauvre et enclavée, alors que l'est est urbanisé et riche. De plus, tous les centres économiques et politiques du pays se trouvent à l'est.
L'ouest est plus aride et montagneux et comporte principalement des pâturages. L'est est plus humide et présente moins de reliefs, les cultures y sont plus fréquentes.
Selon une analyse des données de 2015, le PIB par tête est 15 % plus faible à l'ouest, qui dispose de moins d'universités, d'hôpitaux et d'infrastructures. Les minorités ethniques y sont également plus nombreuses.